# Herman Kortekaas
 (janvier 2019).
Herman Kortekaas, né le 24 juillet 1930 à Amsterdam,, est un acteur et humoriste néerlandais.

## Filmographie

### Cinéma
- 1976 : Peppi en Kokki bij de marine : Kokki
- 1981 : Te gek om los te lopen (nl) : Henk
- 1984 : Ciske le Filou : De Haan
- 1986 : Op hoop van zegen : Jelle

### Téléfilms
- 1972-1978 : Peppi en Kokki : Kokki
- 1984-1993 : Zeg 'ns AAA (nl) : Jopie Schellenduin
- 1989 : Rust roest (nl) : Alfred Olie
- 1995 : Oppassen!!! (nl) : Jopie Schellenduin
- 1996-1998 : Baantjer : Lowietje
- 2000 : Kees en Co (nl) : Lucky Slip
- 2005 : Super Robot Monkey Team Hyperforce Go!